# Michael Claridge
Michael Frederick Claridge FLS FRES FRSB (né le 2 juin 1934) est un entomologiste et universitaire britannique. 

## Biographie
Il réalise sa carrière universitaire à l'université de Cardiff, où il est successivement lecteur (1959-1976), maître de conférences (1977-1983) puis titulaire d'une chaire (1983-1989). Il est professeur de 1989 à 2000, puis il prend sa retraite comme professeur émérite en 2001. 
Il reçoit la médaille linnéenne en 2000 et est président de la Linnean Society of London de 1988 à 1991,.